# Деж (кратки филм)
„Деж” је југословенски и словеначки филм из 1987. године. Режирала га је Маја Веис која је написала и сценарио.

## Улоге
| Глумац          | Улога |
| --------------- | ----- |
| Бране Грубер    |       |
| Уршка Хлебец    |       |
| Тоне Хомар      |       |
| Весна Јевникар  |       |
| Франц Пресетник |       |
| Дарја Рајхман   |       |
| Аленка Светел   |       |
| Матјаж Турк     |       |